# Picco Anahim
Il Picco Anahim è un cono vulcanico che fa parte della cintura vulcanica di Anahim, nella Columbia Britannica, in Canada, situato 39 km a nordovest della cittadina di Anahim Lake e 11 km a est del Picco Tsitsutl.
Raggiunge un'altezza di 1897 m slm e si è formato 6,7 milioni di anni fa quando la placca nordamericana è passata sopra al punto caldo di Anahim.
Il Picco è uno dei molti vulcani isolati della cintura di Anahim, che si elevano dal Plateau Chilcotin, tra il Rainbow Range e l'Ilgachuz Range, vicino alla sorgente del Dean River.

## Denominazione
Nella lingua Dakelh, che fa parte delle lingue athabaska del nord, il nome del picco è Bes But'a, che significa picco dell'ossidiana; Il nome Anahim è quello di un Capo Anahim, cioè un leader del popolo dei Chilcotin alla metà del XIX secolo.

## Notizie storiche
Il Picco Anahim è stato storicamente un'importante fonte di ossidiana per le popolazioni Nuxalq, Chilcotin e Dakelh. L'ossidiana veniva utilizzata per produrre frecce acuminate e coltelli taglienti, oltre ad essere impiegata nella gioielleria. Veniva commercializzata in tutta la Columbia Britannica e lungo la costa. Da quest'area proveniva anche l'ocra rossa utilizzata per pitture e decorazioni.